# Semyon Der-Arguchintsev
Semyon Der-Arguchintsev (Moscú, Rusia, 15 de septiembre de 2000) es un jugador profesional ruso de hockey sobre hielo que se desempeña en la posición de centro en Toronto Maple Leafs, equipo de la National Hockey League (NHL).

## Carrera
Fue seleccionado en la tercera ronda en la NHL Entry Draft de 2018. En 2022 hizo su debut profesional con el equipo Toronto Maple Leafs, donde lleva jugando una temporada.